# Плачидол
Плачи́дол (болг. Плачидол) — село в Добрицькій області Болгарії. Входить до складу общини Добричка.

## Населення
За даними перепису населення 2011 року у селі проживали 552 особи.
Національний склад населення села:
| Національність   | Кількість осіб | Відсоток |
| ---------------- | -------------- | -------- |
| болгари          | 312            | 65,7%    |
| цигани           | 144            | 30,3%    |
| турки            | 18             | 3,8%     |
| Всього відповіли | 475            |          |

Розподіл населення за віком у 2011 році:
Динаміка населення: